# シンデレラ (バンド)
シンデレラ（Cinderella）は、アメリカ合衆国出身のロックバンド。同東海岸のハードロックやグラムメタル（ヘアメタル）の分野で活躍したグループの一つ。デビュー・アルバム『ナイト・ソングス』は、全米だけで300万枚以上のセールスを記録した。

## バイオグラフィー

### 創設期（1983年 - 1995年）
1983年、リーダーのトム・キーファー（ボーカル、ギター：1961年1月ペンシルベニア州生まれ）と、エリック・ブリッティンガム（ベース：1960年5月メリーランド州生まれ）の2人を中心にフィラデルフィアで結成された。さらにマイケル・スメリック（ギター）とトニー・デストラ（ドラム）が加入した。
1985年、ペンシルベニアのEmpire Rock Clubでジョン・ボン・ジョヴィに見出される。その後スメリックとデストラはBritny Foxに加入するためバンドを離れ、ギタリストに日系アメリカ人のジェフ・ラバーを、ドラムにジム・ドルネクを迎えた。このメンバーで、典型的LAメタルサウンドとブルース要素を折衷した1stアルバム『ナイト・ソングス』をレコーディングした（ただしドラムはセッション・ドラマーのジョディ・コルテスによって行われた）。この時点のキーファーは後年とのスタイルとはほぼ別人のようなハイトーン・ヴォイスを多用しており、楽曲もAC/DCのようなストレートなロックンロール的なものが多かった。レコーディング終了後間もなくドラマーのドルネクが脱退し、Londonのドラマーであるフレッド・コウリーが加入した。やがてアルバムは1986年8月にリリースされ、全米3位、トリプルプラチナムを獲得した。このアルバムのツアーでは、ボン・ジョヴィのSlippery When Wetツアー、及び、ラウドネスのLIGHTNING STRIKESツアーの前座としてプレイした。
前作よりもブルージーさの強まった2ndアルバムの『ロング・コールド・ウィンター』が1988年にリリースされ、14ヶ月に渡る254箇所でのツアーを行った。またこの期間中、ソ連時代のモスクワでMoscow Music Peace Festivalにも出演し、オジー・オズボーン、スコーピオンズ、ボン・ジョヴィらと共演した事で話題になった。
1990年に3rdアルバム『ハートブレイク・ステーション』がリリースされ、キーファーの趣味が強く反映されたよりブルージーなサウンドに仕上がった。このアルバムのツアーを最後にコウリーは脱退し、元ラットのヴォーカリストだったスティーヴン・パーシーのバンドArcadeに加入した。また、キーファーはこの頃から喉に不調を訴え始め、手術を何度か経験している。1994年、前作よりもさらにブルージーさを追求した4th『スティル・クライミング』を発表するも翌年活動停止。

### 再始動期（1996年 - 2014年）
1996年に再始動し、翌年から全米をツアーを開始。また、1997年発売のベスト盤『ウォー・ストーリーズ〜ベスト・オブ・シンデレラ』には未発表曲「ウォー・ストーリーズ」が収録され、1999年にはライブアルバム『Live at the Key Club』の2枚のアルバムをリリースしたが、次作の曲を書いている間にレコード会社（Sony）との契約を切られてしまった。その後彼らは2000年および2002年に再びツアーを行っている。
エリック・ブリッティンガムとジェフ・ラバーは、ブリッティンガムの妻のバンドであるNaked Beggarsで活動を行った。コウリーも数多くのバンドに参加しており、キーファーはソロ活動を行った。2005年、Mercury Recordsはコンピレーション・アルバム『Rocked, Wired & Bluesed: The Greatest Hits』をリリースした。
2006年夏まで、ポイズンとともに彼らの1stアルバムリリース20周年を記念したツアーを開催(「Night Songs」と「Look What The Cat Dragged In」はともに1986年の発表)。このツアーは2006年の全米音楽興行の中でも比較的成功をおさめ、一夜あたり約2万人のオーディエンスが集結した。
メンバー間に相違があり、2014年頃から活動停止状態になる。後年トム・キーファーは『再始動の計画は無い』と否定している。

### その後の動向（2015年 - ）
2021年7月14日、中心メンバーの一人だったギタリストのジェフ・ラバー、およびキーボード担当だったゲイリー・コルベットが同日に死去。

## スタイル
トム・キーファーの絞り出すようなボーカルスタイルは、ジャニス・ジョプリンに強く影響されており、実際にジャニスの「Move Over」をカヴァーしてもいる。また上記のように、トムはブルースに傾倒していたことでも知られており、Long Cold Winter 以降の作品は、ハードロックでありながらブルージーな感覚を醸し出した作風となっている。

## メンバー
※2014年時点
- トム・キーファー (Tom Keifer) - ボーカル / マルチプレイ (1983–2014)
- ジェフ・ラバー (Jeff LaBar) - リードギター (1985–2014) ♰RIP2021
- エリック・ブリッティンガム (Eric Brittingham) - ベース (1983–2014)
- フレッド・コウリー (Fred Coury) - ドラムス (1986–1991, 1996–2014)

サポート
- ゲイリー・コルベット (Gary Corbett) - キーボード (1990–1995, 1998–2014) ♰RIP2021

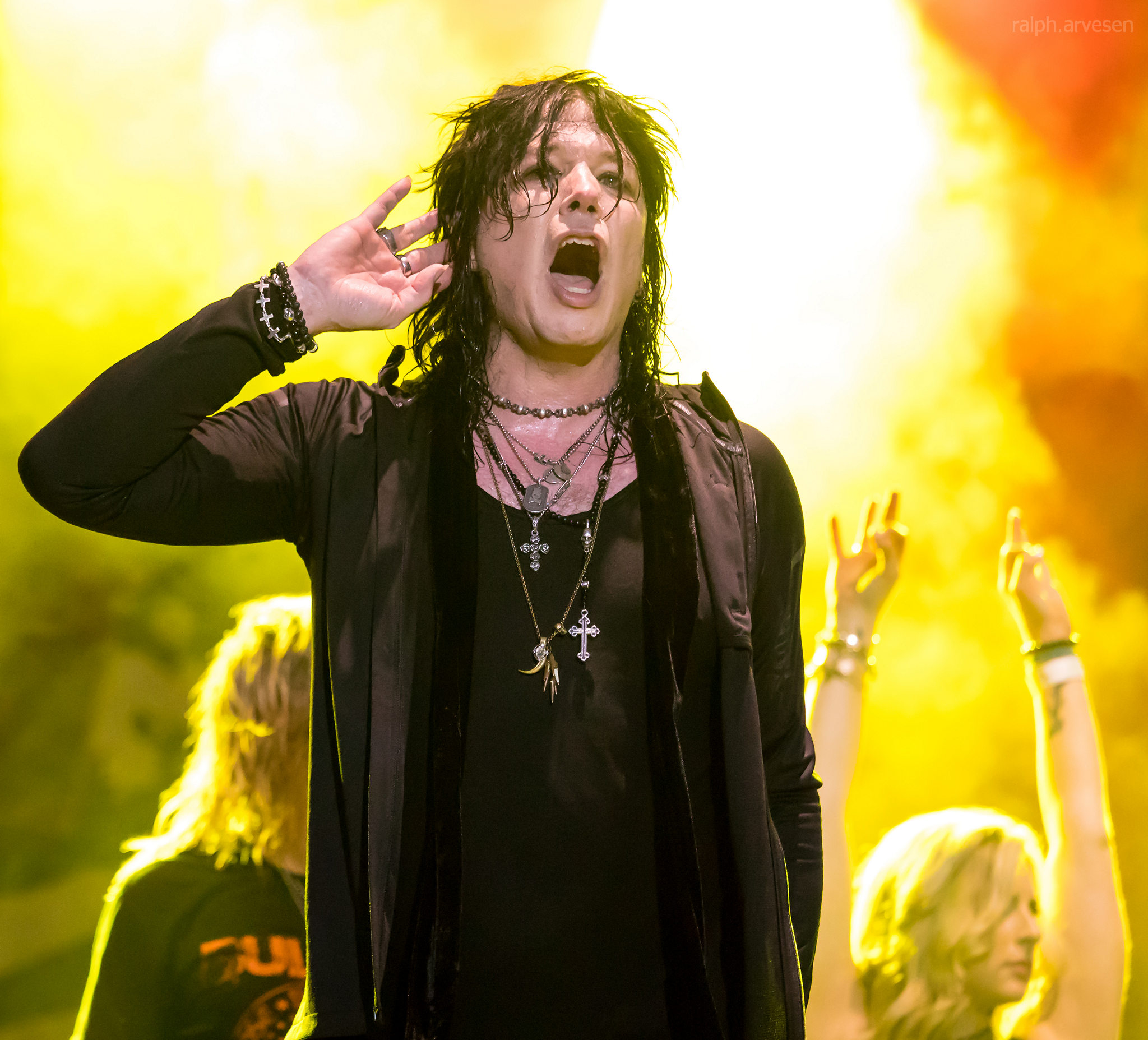
トム・キーファー(Vo) 2018年
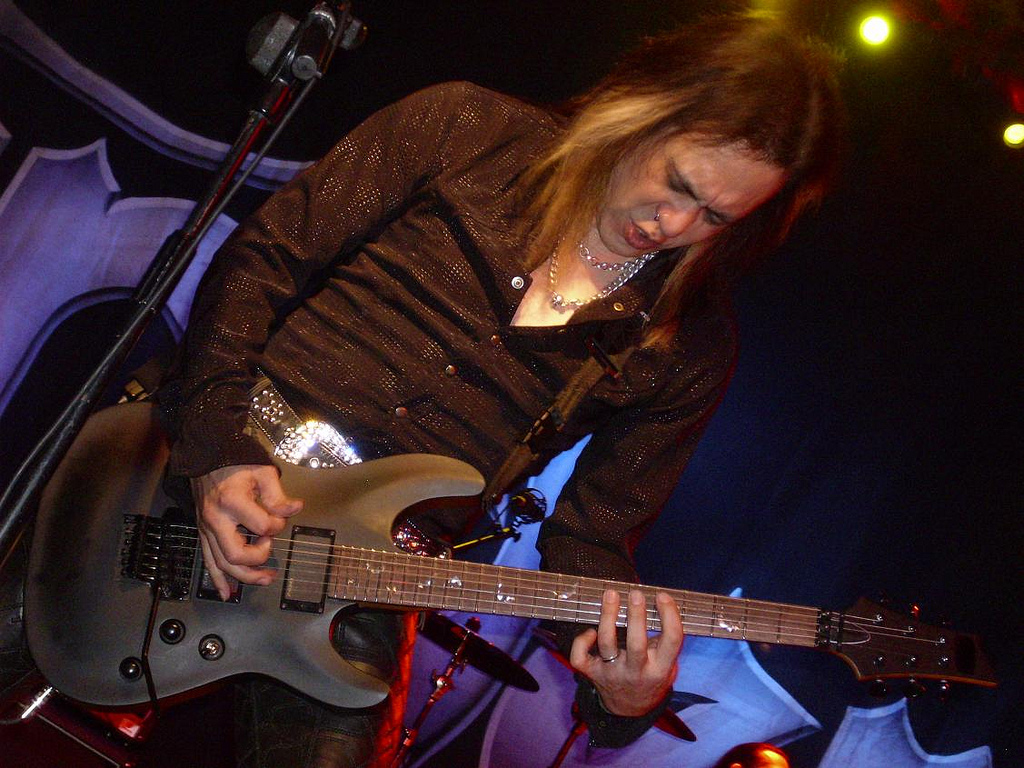
ジェフ・ラバー(G) 2011年
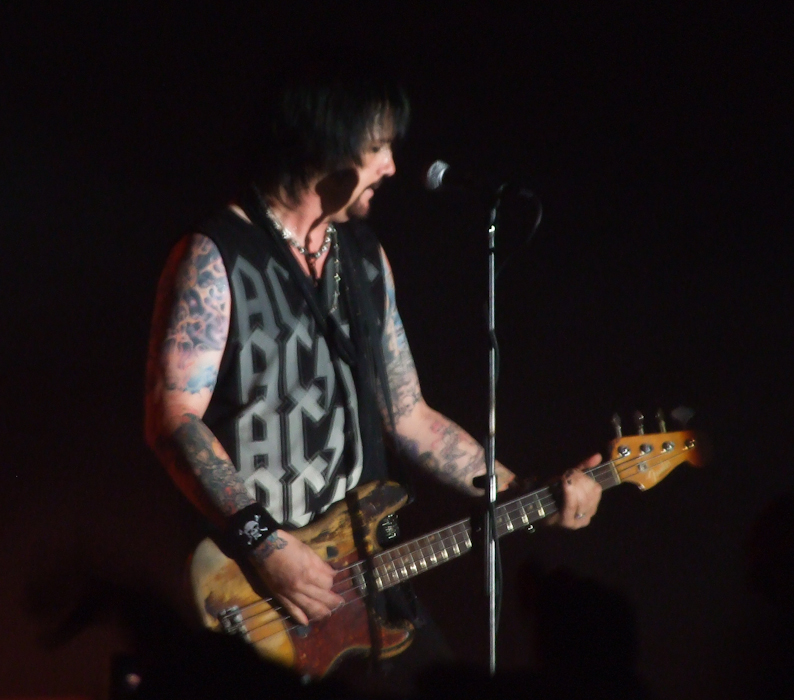
エリック・ブリッティンガム(B) 2011年
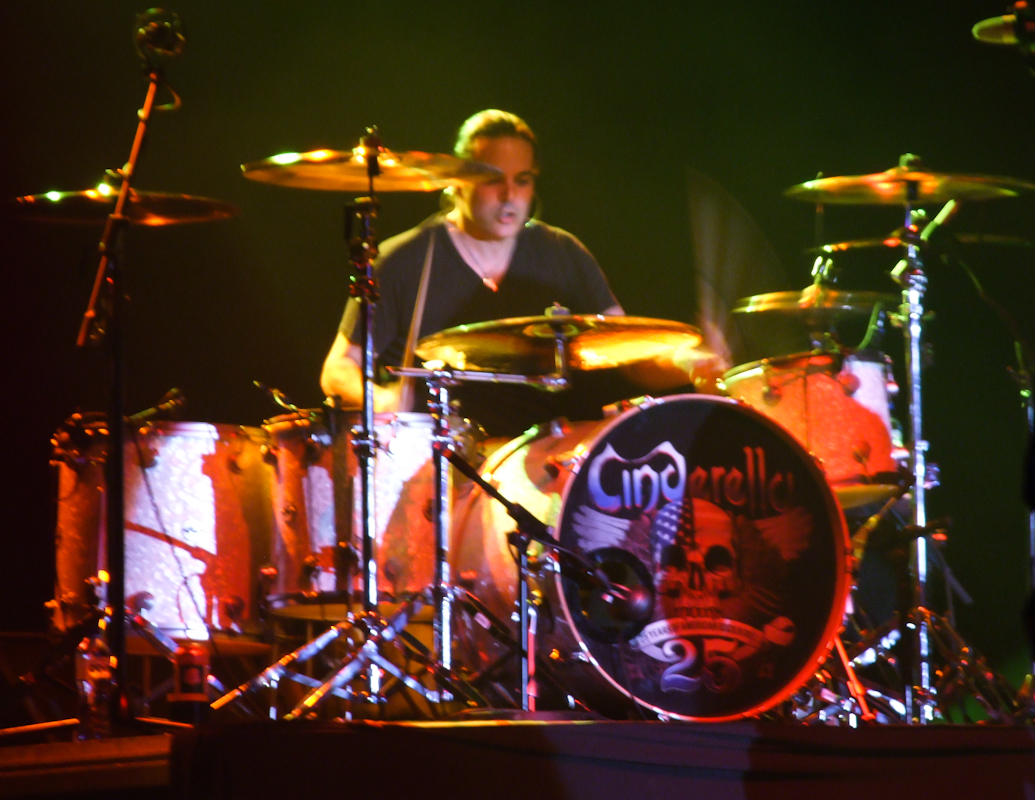
フレッド・コウリー(Ds) 2011年
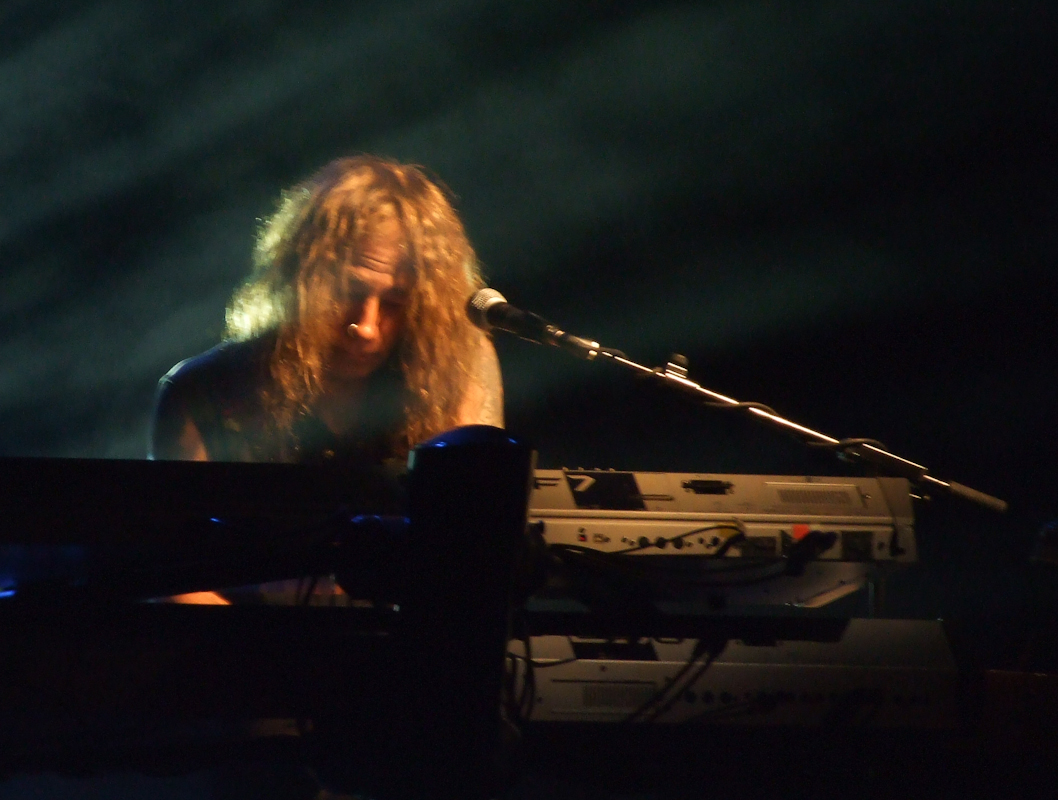
ゲイリー・コルベット(Key) 2011年

## ディスコグラフィ

### スタジオ・アルバム
- 『ナイト・ソングス』 - Night Songs (1986)
- 『ロング・コールド・ウィンター』 - Long Cold Winter (1988)
- 『ハートブレイク・ステーション』 - Heartbreak Station (1990)
- 『スティル・クライミング』 - Still Climbing (1994)

### ライブ・アルバム
- 『ライヴ・トレイン・トゥ・ハートブレイク・ステーション』 Live Train to Heartbreak Station (1991) ※日本限定発売のEP
- 『ライヴ・アット・ザ・キークラブ』 Live at the Key Club (1999)
- Extended Versions (2006)
- Live/Tokyo Dome - Tokyo, Japan 12/31/1990 (2009)

### コンピレーション・アルバム
- 『ウォー・ストーリーズ〜ベスト・オブ・シンデレラ』 - Once Upon A... (1997)
- Rocked, Wired & Bluesed: The Greatest Hits (2005)
- Gold (2006)
- 『アイコン〜ベスト・オブ・シンデレラ』 - Icon (2012)